# Sluis
Sluis  è una municipalità dei Paesi Bassi di 23 811 abitanti situata nella provincia della Zelanda.
Il territorio della municipalità si trova nella regione non amministrativa delle Fiandre zelandesi (Zeeuws-Vlaanderen).
È la municipalità più occidentale dei Paesi Bassi continentali.

## Comune
L'attuale comune è stato creato il 1º gennaio 2003, unendo i comuni di Oostburg e Sluis-Aardenburg. Una municipalità con lo stesso nome è esistita fino al 1995 quando questa e la municipalità di Aardenburg sono state fuse in quella di Sluis-Aardenburg. Risultato di queste fusioni e rinomine è che il territorio della municipalità di Sluis ante 1995 è parte del territorio della municipalità di Sluis post 2003.
Il comune è costituito da un gran numero di piccoli centri abitati. Questi i maggiori seguiti dall'indicazione della popolazione riferita al 1º gennaio 2013:
- Aardenburg, 2 370
- Breskens, 4 761
- Cadzand (con Cadzand-Bad), 778
- Draaibrug
- Eede, 863
- Groede, 1 055
- Hoofdplaat, 777
- IJzendijke, 2 212
- Nieuwvliet, 463
- Oostburg, 4 699
- Retranchement, 382
- Schoondijke, 1 270
- Sint Anna ter Muiden, 50
- Sint Kruis, 330
- Sluis, 1 990
- Waterlandkerkje, 557
- Zuidzande, 575